# Lesson of the Evil (film)
Pour le roman et le manga dont le film est adapté, voir Lesson of the Evil.
Pour plus de détails, voir Fiche technique et Distribution.
Aku no kyōten (悪の教典), en anglais Lesson of the Evil, est un film de genre slasher japonais réalisé par Takashi Miike, sorti en 2012 au Japon.
Il s'agit d'une adaptation du roman Lesson of the Evil de Yūsuke Kishi paru en 2010, également adapté en série manga.

## Synopsis
Hasumi Seiji est un professeur d'anglais adoré par ses élèves, qui le surnomment affectueusement Hasumin, et respecté de ses collègues et de sa hiérarchie qui s'appuie souvent sur lui pour régler les différents incidents qui surgissent au sein du lycée.
Mais derrière ce masque d'homme parfait se cache en fait un dangereux psychopathe prêt à tout pour faire tourner les choses à sa convenance. Capable d'élaborer les plans les plus machiavéliques pour éliminer les personnes qui le gênent, il se retrouve piégé par l'escalade de violence qu'il a lui-même initiée. Il ne lui reste alors plus qu'une seule solution pour s'en sortir : massacrer tous ses élèves.

## Fiche technique
- Titre : Lesson of the Evil
- Titre original : 悪の教典 (Aku no kyōten?)
- Réalisation : Takashi Miike
- Scénario : Takashi Miike, d'après un roman de Yūsuke Kishi
- Photographie : Nobuyasu Kita
- Montage : Kenji Yamashita
- Bande originale : Kōji Endō
- Producteurs : Kōji Azuma, Tōru Mori, Misako Saka
- Sociétés de production : Tōhō, Dentsu, Bungeishunjū, OLM, A-Team, Nippan[1]
- Sociétés de distribution : 
  -  Tōhō
- Pays d'origine :  Japon
- Langue originale : japonais
- Format : couleur - 2,35:1
- Genre : thriller / slasher
- Durée : 129 minutes[2]
- Dates de sortie :
  - Italie : 9 novembre 2012 (Festival international du film de Rome[3])
  - Japon : 10 novembre 2012[2]

## Distribution
- Hideaki Itō : Seiji Hasumi
- Takayuki Yamada : Tetsuro Shibahara
- Mitsuru Fukikoshi : Masanobu Tsurii
- Takehiro Hira : Takeki Kume
- Shōta Sometani : Keisuke Hayami
- Shun Miyazato : Naoki Isada
- Fumi Nikaidō : Reika Katagiri
- Elina Mizuno : Miya Yasuhara
- Kento Hayashi : Masahiko Maejima
- Kenta : Masahiro Tadenuma
- Kodai Asaka : Yuichiro Nagoshi
- Jodi Lynn Smith : Suzanna Carter